# کالج زبان انگلستان
کالج‌های زبان موسساتی هستند که دوره‌های آموزش زبان‌های خارجی را برگزار می‌کنند. کالج‌های زبان در انگلستان، دوره‌های آموزش زبان انگلیسی را از سطح مبتدی تا پیشرفته برای کلیه زبان آموزان از کلیه کشورها ارائه می‌کنند. متقاضیان این کالج‌ها از بسیاری کشورها می‌توانند برای آموختن زبان، به کشور انگلستان سفر کنند و در این کلاس‌ها شرکت کنند. محیط آموزشی در این کلاس‌ها بین‌المللی است بدین معتی که دانش آموزانی با ملیت‌های متفاوت و زبان‌های مختلف در کلاس‌ها شرکت‌می‌کنند.
این کالج‌ها، علاوه بر دوره‌های زبان عادی، دوره‌های تخصصی نیز برگزار می‌کنند. دوره‌های تخصصی برای مدیران، متخصصان، پرستاران، وکلا و سایر حرفه‌ها از جمله این دوره‌ها است. کلاس‌های آمادگی برای آزمون‌های بین‌المللی نیز، از جمله سرویس‌هایی است که این موسسات به مشتریان خود پیشنهاد می‌کنند.
برای بسیاری، شرکت در این کلاس‌ها علاوه بر زبان آموزی، فرصتی برای تفریح در یک کشور تازه، آشنایی با سایر فرهنگ‌ها، گذراندن تعطیلات تابستان و آشنایی با دانشگاه‌ها و فرصت‌های کاری است. ضمن آنکه شرکت کنندگان در این دوره‌ها، فرصت این را خواهند داشت تا انگلیسی را در محیط بیاموزند و به شکل عملی آن را در جامعه انگلستان تمرین و تجربه‌کنند.

## خدمات و سرویس‌ها
با این که سرویس اصلی این موسسات آموزش زبان است، ولی برگزاری تورهای تفریحی، مسابقات ورزشی، فعالیت‌های اجتماعی از جمله تماشای فیلم، حضور در ورزشگاه‌ها و سایر خدمات تفریحاتی از خدمات جانبی این کالج‌ها است. خدمات سکونتی از جمله ارائه خوابگاه، تهیه صبحانه و سایر وعده‌های روزانه، سرویس رفت و برگشت، و تهیه خوابگاه‌های شبانه‌روزی برای افراد زیر ۱۸ سال نیز از جمله این خدمات است.
استفاده از سرویس‌های اصلی و جانبی در این کالج‌ها انتخابی بوده و هزینه آنها در موارد مختلف متغیر بوده و بعضاً رایگان است.

## اسامی و قیمت‌ها
کالج‌های زبان در انگلستان بسیار متنوع می‌باشند. کالج‌هایی از کیفیت بالاتری برخوردار اند که مورد تأیید موسسات بریتیش کانسیل(British Council)www.britishcouncil.org و انگلیش یو کی (English UK www.englishuk.com) قرار گرفته باشند. برخی از کالج‌های زبان در انگلستان عبارتند از:
1. Rose of York Language School (RoY)
2. Language Studies International (LSI)
3. London School of English (LSE)
4. Berlitz School of English
5. Wimbledon Language Academy
6. A2Z College of Manchester

بالغ بر ده‌ها کالج زبان در انگلستان وجود دارند که تقریباً در تمامی شهرهای آن پراکنده‌اند. موسسات ارزیابی این کالج‌ها به صورت دوره‌ای صلاحیت و کیفیت خدمات آنها را مورد ارزیابی قرار می‌دهند.
قیمت کالج‌ها بسیار متنوع است. برای مثال در ژوئیه ۲۰۱۰، قیمت دوره یک ساله زبان از ۲۰۰۰ تا ۱۰۰۰۰ پوند متغیر است. قیمت گذاری در این کالج‌ها بر چند مبنا انجام می‌شود:
1. کیفیت خدمات و سرویس‌ها
2. نام مؤسسه و میزان شناخته شده بودن آن
3. اعتبار آن نزد موسسات بریتیش کانسیل و انگلیش یو کی.
4. اعتبار آن نزد بوردر ایجنسی (Border Agency)
5. نوع دوره‌های ارائه شده (دوره‌های تخصصی و امتحانات بین‌المللی از قیمت‌های بالاتری برخوردارند)
6. کیفیت امکانات جانبی
7. محل واقع شده در شهر (جنوب لندن عموماً به شکل معنا داری از شمال آن گران‌تر است)
8. هدف گذاری قیمتی خود کالج
9. مدت زمان دوره.

## ممنوعیت فعالیت مووسسات بریتیش کانسیل در ایران
وزارت اطلاعات در اطلاعیه‌ای که ۱۴ آبان منشتر شده اعلام کرد: هرگونه همکاری با شورای فرهنگی انگلیس ممنوع بوده و پیگرد قضایی خواهد داشت.

## چگونگی انتخاب دانشجو
در مقایسه با دانشگاه‌ها، کالج‌ها شرایط ساده‌تری برای ارائه پذیرش دارند. داشتن سطح زبان مناسب برای شروع دوره مهم‌ترین ملاک برای ارائه پذیرش می‌باشد. بررسی سطح زبان متقاضیان به چند شکل انجام‌می‌شود:
1. ارائه نتیجه امتحانات بین‌المللی مانند IELTS, TOEFL
2. شرکت در آزمون ورودی کالج‌ها که توسط نمایندگان آنها در کشورهای مختلف برگزار می‌شود
3. شرکت در آزمون‌های آنلاین کالج‌ها که توسط نمایندگان آنها در کشور مبدأ برگزارمی‌شود.

مدارک نشان دهنده پشتوانه مالی مناسب نیز از جمله مستنداتی است که پس از ارائه پذیرش می‌بایست ارائه شود. اغلب این موسسات، و سفارت انگلستان ترجیح می‌دهند تنظیم این مستندات، برای اخذ پذیرش و ویزای دانشجویی از طریق نمایندگی‌های رسمی این کالج‌ها انجام‌شود.